# Данілу Вейга
Дані́лу Філі́пе Ме́лу Ве́йга (порт. Danilo Filipe Melo Veiga; нар. 25 вересня 2002, Гондомар) — португальський футболіст, захисник італійського клубу «Лечче».

## Клубна кар'єра
Виступав за молодіжні команди «Ештрелаш де Фанзеріш» і «Салгейруш», після чого займався в академіях «Порту» та «Пасуш-де-Феррейра». В 2021 році розпочав професіональну кар'єру в клубі «Фелгейраш 1932». 14 серпня в матчі проти «Санжуаненсе» дебютував у Терсейра-лізі.
24 травня 2022 року підписав контракт з «Жил Вісенте». 3 серпня 2022 року дебютував за «Жил Вісенте» в матчі кваліфікації Ліги конференцій УЄФА проти латвійської «Риги», вийшовши в стартовому складі. 8 серпня 2022 року в поєдинку проти клубу «Пасуш-де-Феррейра» дебютував у португальській Прімейра-лізі.
18 січня 2023 року перейшов в хорватську «Рієку», підписавши двохрічний контракт з опцією продовження ще на один сезон. 28 січня дебютував за нову команду в матчі Хорватської футбольної ліги проти «Шибеника», замінивши Прінса Ампема. 26 вересня 2023 року в поєдинку Кубка Хорватії проти «Лібертаса» забив свій перший гол у професіональній кар'єрі. Всього в сезоні 2023–24 провів за «Рієку» 19 поєдинків, допомігши команді посісти друге місце в чемпіонаті та дійти до фіналу Кубка Хорватії.
В липні 2024 року повернувся в Португалію, підписавши трирічний контракт з «Ештрелою». 11 серпня 2024 року дебютував за «Ештрелу» в матчі Прімейра-ліги проти «Браги», вийшовши в стартовому складі.
28 січня 2025 року перейшов в італійський «Лечче», підписавши контракт на два роки. Сума трансферу становила 1 млн євро. 16 лютого 2025 року дебютував за «Лечче» в матчі Серії A проти «Монци», вийшовши на заміну Фредеріку Жильберу.

## Кар'єра в збірній
В листопаді 2024 року отримав виклик в збірну Португалії до 21 року, за яку в підсумку дебютував у товариському матчі проти збірної України.

## Статистика виступів
Станом на 3 травня 2025
| Клуб              | Сезон             | Чемпіонат         | Чемпіонат | Чемпіонат | Кубок | Кубок | Кубок ліги | Кубок ліги | Єврокубки | Єврокубки | Інші  | Інші | Всього | Всього |
| Клуб              | Сезон             | Дивізіон          | Матчі     | Голи      | Матчі | Голи  | Матчі      | Голи       | Матчі     | Голи      | Матчі | Голи | Матчі  | Голи   |
| ----------------- | ----------------- | ----------------- | --------- | --------- | ----- | ----- | ---------- | ---------- | --------- | --------- | ----- | ---- | ------ | ------ |
| Фелгейраш 1932    | 2021–22           | Терсейра-ліга     | 2         | 0         | 3     | 0     | —          | —          | —         | —         | —     | —    | 5      | 0      |
| Жил Вісенте       | 2022–23           | Прімейра-ліга     | 9         | 0         | 1     | 0     | 1          | 0          | 3         | 0         | —     | —    | 14     | 0      |
| Рієка             | 2022–23           | ХФЛ               | 17        | 0         | 0     | 0     | 0          | 0          | 0         | 0         | 0     | 0    | 17     | 0      |
| Рієка             | 2023–24           | ХФЛ               | 11        | 0         | 4     | 1     | 0          | 0          | 4         | 0         | 0     | 0    | 19     | 1      |
| Рієка             | Всього            | Всього            | 28        | 0         | 4     | 1     | 0          | 0          | 4         | 0         | 0     | 0    | 36     | 1      |
| Ештрела           | 2024–25           | Прімейра-ліга     | 15        | 0         | 1     | 0     | 0          | 0          | —         | —         | —     | —    | 16     | 0      |
| Лечче             | 2024–25           | Серія A           | 9         | 0         | 0     | 0     | —          | —          | —         | —         | —     | —    | 9      | 0      |
| Всього за кар'єру | Всього за кар'єру | Всього за кар'єру | 63        | 0         | 9     | 1     | 1          | 0          | 7         | 0         | 0     | 0    | 80     | 1      |

1. 1 2  Матчі в Лізі конференцій УЄФА